# Strangalia attenuata
Espèce
Strangalia attenuata est une espèce d'insectes coléoptères de la famille des Cerambycidae.

L'insecte ne doit pas être confondu avec Rutpela maculata (Linnaeus, 1758), moins allongée et parfois moins marquée de noir.